# 陳鳳冰
陳鳳冰（1927年—2012年1月28日），香港電影及電視界之甘草演員，同時為一之大妗姐，曾服務於不少名人的婚禮，如呂良偉和鄺美雲、楊千嬅和丁子高、楊婉儀等。自1980年代起，陳鳳冰長期在香港兩大免費電視台劇擔任特約演員，主要飾演媒婆、神婆、老僕、村婦、穩婆、大衿姐等老年閑角。她在2012年1月28日凌晨時份於香港瑪麗醫院與世長辭。

## 電視劇（無綫電視）
- 1989年 義不容情 飾 倪家家傭
- 1989年 飛虎群英
- 1990年 我本善良 飾 修女
- 1990年 午夜太陽 飾 報警亞婆
- 1991年 情陷特區 飾 小販
- 1991年 怒海孤鴻 飾 船家
- 1991年 大家族 飾 股東
- 1991年 老友鬼鬼 飾 工人
- 1991年 幹探群英·情義邊緣 飾 嫣姐
- 1992年 武林幸運星 飾 大襟姐
- 1992年 捉妖奇兵 飾 大嬸
- 1992年 我愛牙擦蘇 飾 小販
- 1993年 天倫 飾 七嬸
- 1994年 射鵰英雄傳之南帝北丐 飾 媒人婆
- 1994年 烈火狂奔 飾 村婦
- 1994年 新重案傳真 飾 酒店阿嬸
- 1995年 O記實錄 飾 扯火姑媽
- 1995年 前世冤家 飾 小巴阿嬸
- 1995年 水餃皇后 飾 村民
- 1996年 O記實錄II 飾 盲公陳助手
- 1996年 西遊記 飾 孟婆
- 1996年 天降財神 飾 小甜甜
- 1997年 刑事偵緝檔案III 飾 來姐
- 1997年 大鬧廣昌隆 飾 大妗蓮
- 1998年 鹿鼎記 飾 八嬸
- 2001年 皆大歡喜 (古裝電視劇) 飾 婦人
- 2002年 法網伊人 飾
- 2002年 皆大歡喜 (古裝電視劇) 飾 鴇母／大衿／花母
- 2003年 皆大歡喜 (時裝電視劇)
- 2003年 九五至尊 飾 醫院看护
- 2004年 水滸無間道 飾 打小人阿婆
- 2005年 秀才遇著兵 飾 陳二婆，穩婆（第9集）
- 2006年 鳳凰四重奏 飾 打小人婆婆

## 電視劇（亞洲電視）
- 1990年 富貴冤家
- 1990年 龍在江湖 飾
- 1994年 戲王之王 飾 三姐（馬姐）
- 1996年 再見艷陽天 飾 包租婆
- 1997年 著數一族 飾 吳嬌（十六姑）

## 電影
- 猛鬼出籠（1983年）
- 堂口故事（1986年）
- 鬼媾人（1989年）
- 潘金蓮之前世今生（1989年）
- 走佬威龍（1993年）
- 天崖追兇（1994年）
- 重案實錄之水箱藏屍（1994年）
- 明日天涯（1995年）
- 賭神3之少年賭神（1996年）
- 旺角的天空2男燒衣（1996年）...三婆
- 迷失森林（1999年）

## 鏈接
- 陳鳳冰 香港金牌大妗姐 中國傳統婚禮顧問 （页面存档备份，存于）
- 送嫁 40年 人生如戲  星級大妗姐病逝 （页面存档备份，存于），蘋果日報2012年2月5日